# كارلوس سانسوريس
كارلوس سانسوريس (مواليد 25 يونيو 1997) هو لاعب تايكوندو مكسيكي، حصل على الميدالية الذهبية في بطولة العالم للتايكوندو 2022.

## وصلات خارجية
- كارلوس سانسوريس على موقع TaekwondoData.com (الإنجليزية)
- كارلوس سانسوريس على موقع اللجنة الأولمبية الدولية (الإنجليزية)
- كارلوس سانسوريس على موقع أوليمبيديا (الإنجليزية)